# 钱元祐
钱元祐（893年—？），杭州錢塘县（今浙江省杭州市）人，五代十國的吳越國武肃王钱镠的第十七子。母亲昭懿夫人陈氏，同母兄弟钱元琏、钱元瓘、钱元裕、钱元瑾、钱元弼、钱元邧、钱元(王𣶒)，原名钱传祐。《临水钱氏宗谱》作钱元祜。
钱元祐生于唐昭宗景福二年七月初七，当时钱镠被唐朝封为团练使、检校司空、苏杭等州观察处置使、晋封彭城郡开国侯。钱元祐得到父亲的请命，被朝廷任命为静海军节度使（治所在溫州）。